# Шедуэллские подделки

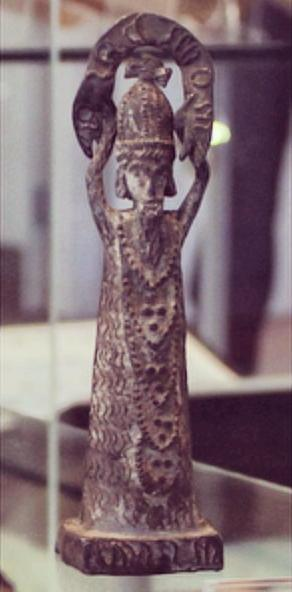
Одна из работ Смита и Итона

Шедуэ́ллские подде́лки (Shadwell (Dock) forgeries), реже подделки Билли и Чарли (Billy and Charley forgeries) — многочисленные подделки артефактов, изготовленные двумя неграмотными безработными лондонцами, Билли (Уильямом) Смитом и Чарльзом Итоном в середине XIX века.

## Уильям Смит и Чарльз Итон
О жизни Уильяма Смита (даты рождения и смерти неизвестны, также документально не установлено его имя) и Чарльза Итона (приблизительно 1834—1870 годы) мало что дошло в достоверных источниках, за исключением того, что в ранней молодости они относились к группе людей, которых называли mudlarks
 («грязный жаворонок»). Этим термином в конце XVIII и в XIX веков называли бедняков Лондона, которые занимались тем, что бродили по грязным илистым берегам Темзы и рылись после отлива в мусоре в поисках любой ценности, которую можно было продать за гроши или обменять на продукты.
Билли и Чарли, предположительно, жили в переулке Розмари (современная Royal Mint Street) в том месте города, большая часть которого теперь относится к району лондонского Ист-Энда (Тауэр-Хамлетс).

## История подделок
Уильям Эдвардс, лондонский антиквар, познакомился с Билли примерно в 1844 или 1845 году, позднее он встретился и с Чарли. Он считал их своими поставщиками, которые нашли простой способ сделать более сытной свою жизнь, и платил за интересные вещи, которые они находили в исторических местах Лондона и на берегах Темзы. В 1857 году предприимчивые молодые люди решили, что ценных предметов попадается в результате поисков слишком мало для хорошего заработка, и стали изготавливать поддельные, якобы старинные монеты, медальоны и прочие вещи, чтобы продать их Эдвардсу. Они создавали всевозможные средневековые предметы: кроме монет и медальонов, они делали острия копий и даже небольшие статуэтки.
Детали изготавливались в гипсовых формах из сплава олова со свинцом, затем помещались в сосуд с кислотой и затирались землёй, чтобы придать им облик старинных вещиц. Подделки они несли антикварам, уверяя, что нашли их в доках Шедуэлла. Многочисленные проблемы, наблюдаемые в подделках, не насторожили искушённых антикваров. При изготовлении медальонов, своих самых популярных творений, мастера не выбивали на них надписи, которые были обычным явлением для средневековых. Буквы или знаки на изделиях представляли собой бессмысленный набор символов. Билли и Чарли не могли сделать это правильно, так как были неграмотными.
Их покупатель, Уильям Эдвардс, не знал о поддельной природе вещей (возможно, не хотел знать). Он приобрел очень много поделок у смекалистой и деловитой пары — более 1100 вещей. Один из знакомых Уильяма Эдвардса, продавец антиквариата Джордж Иствуд, также проявил интерес и начал активно покупать медальоны и другие поделки, вначале у Эдвардса, а затем у Билли и Чарльза, что принесло им ещё больший доход.

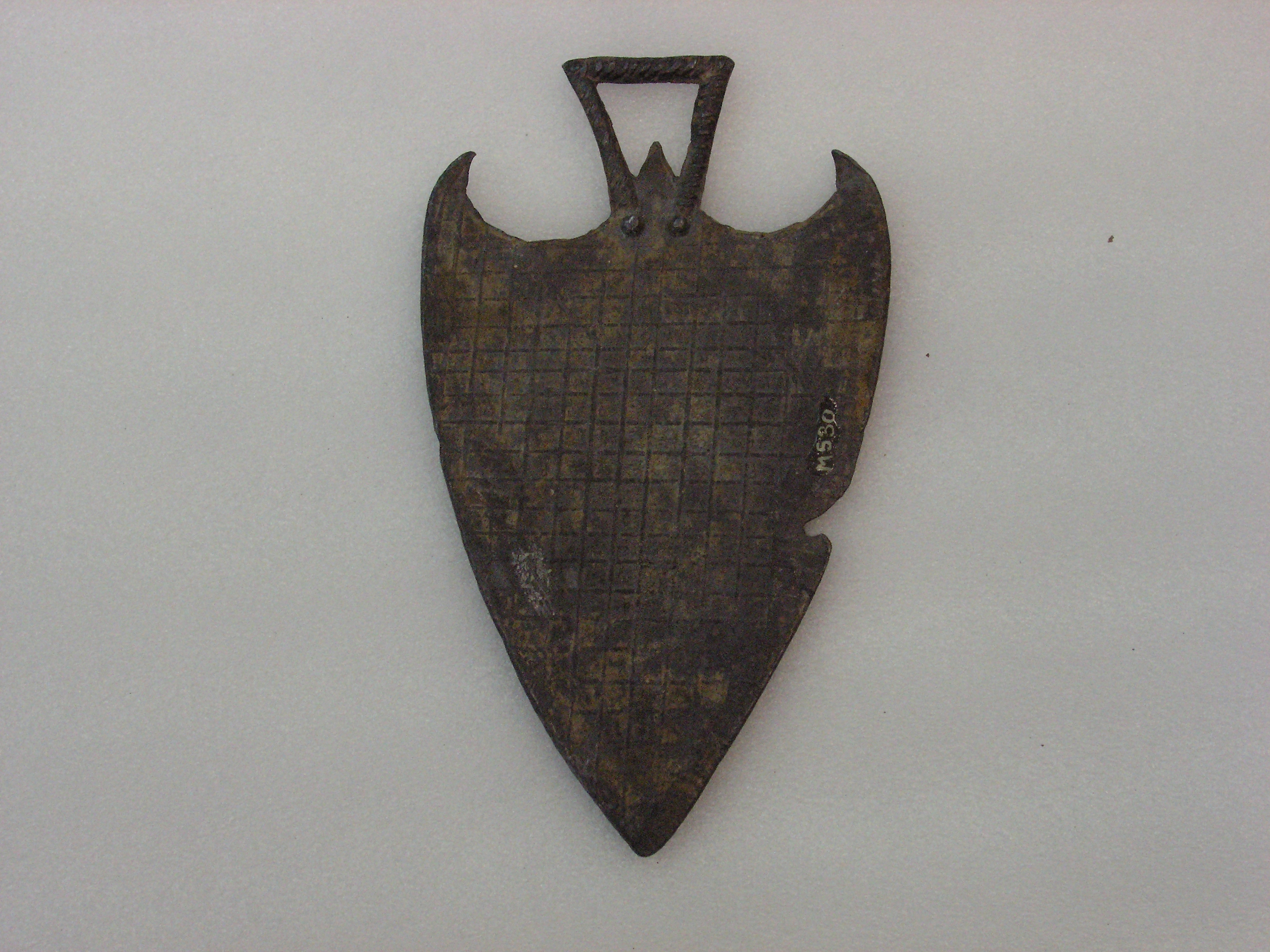
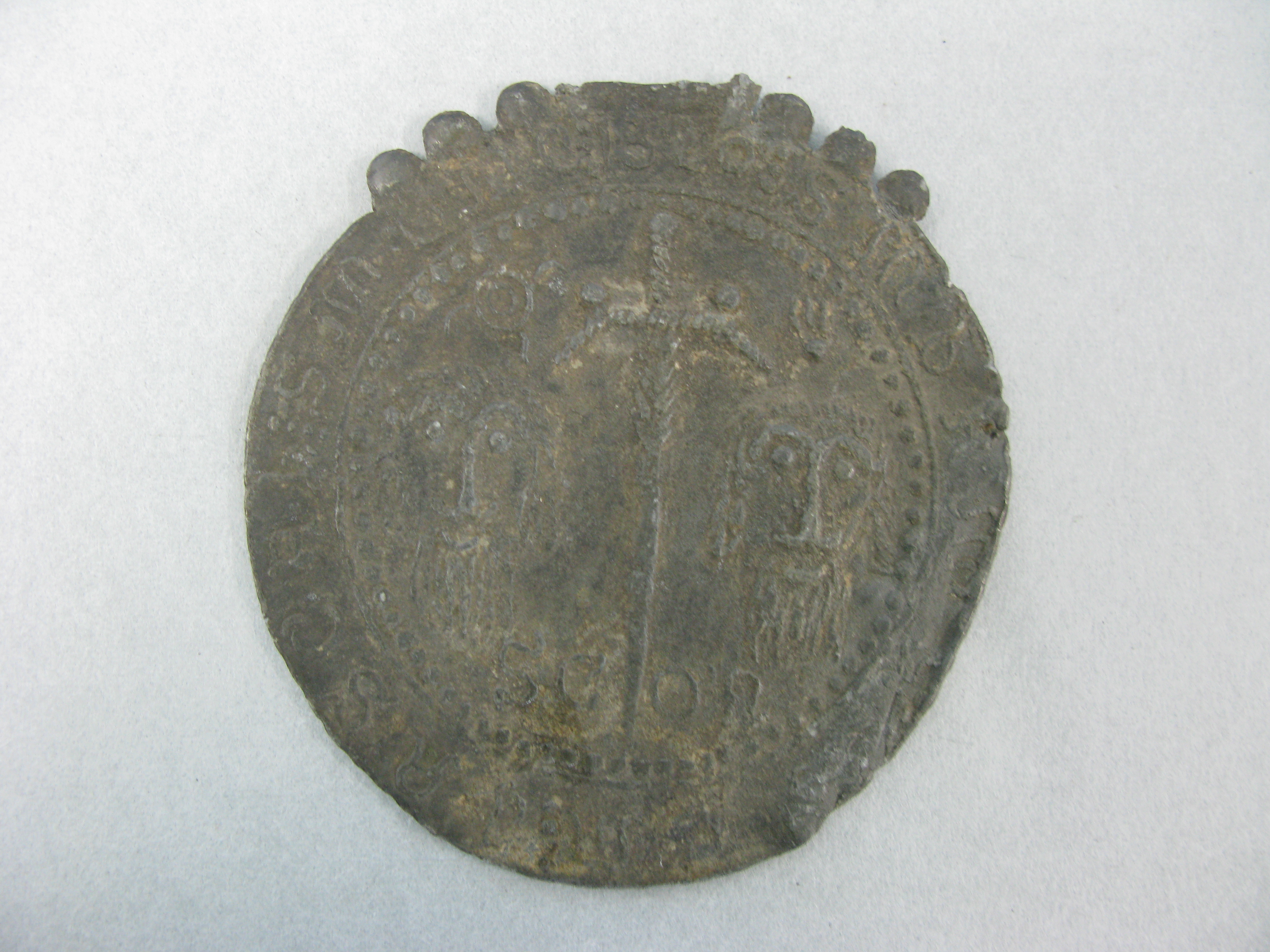
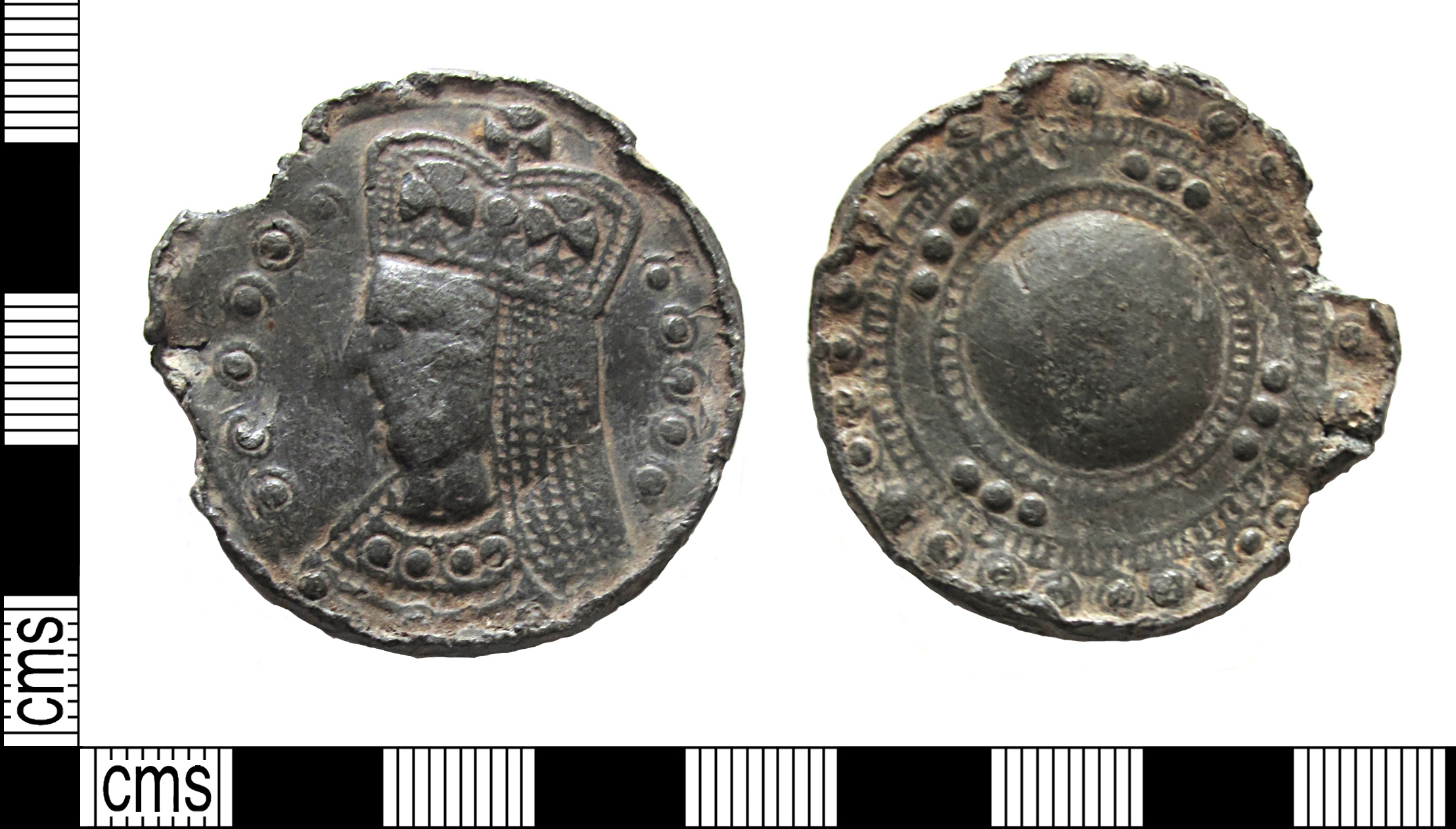
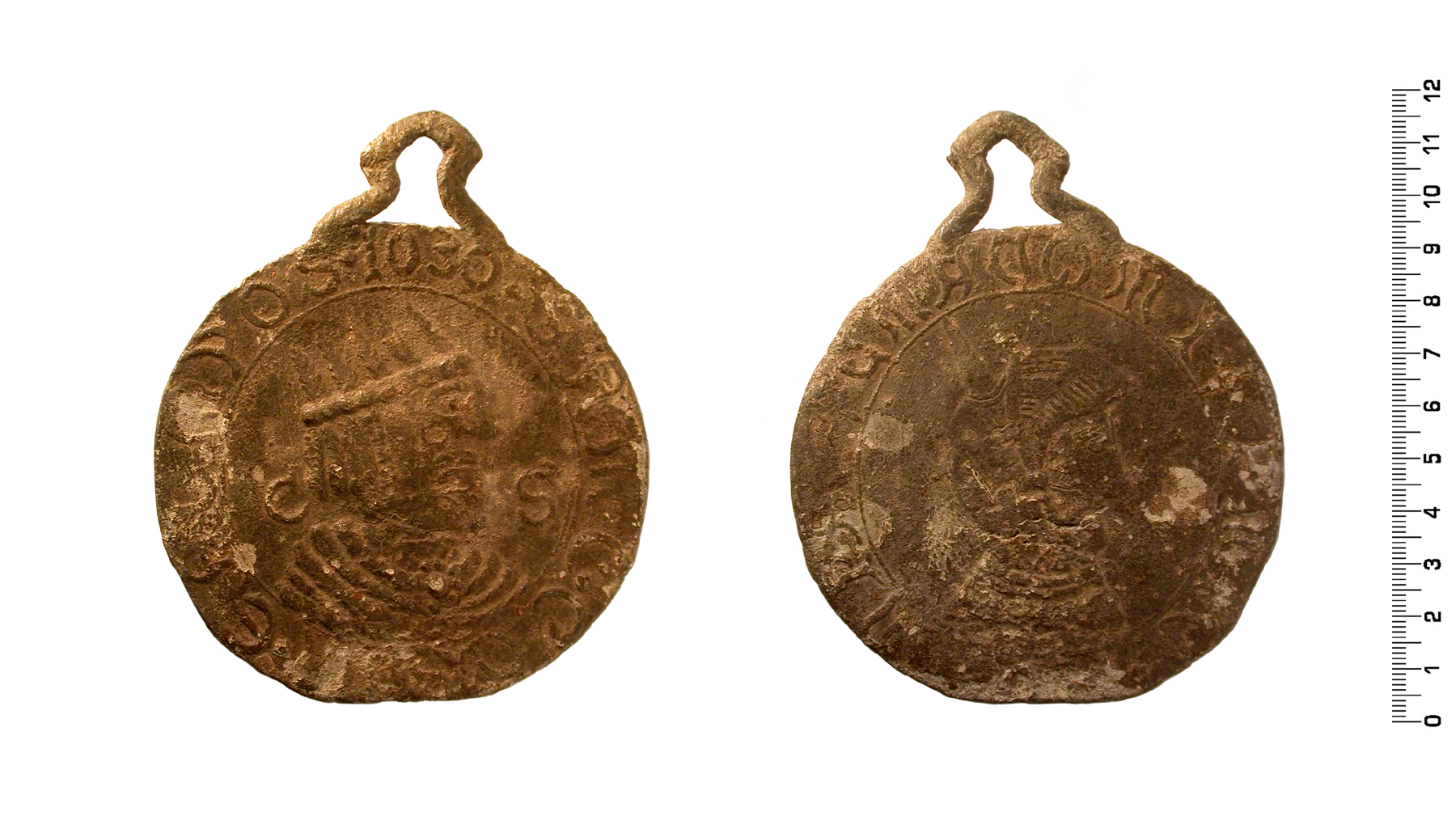

## Судебное разбирательство
Бизнес Билли и Чарли процветал достаточно долго. Они изготовили от 5000 до 10 000 подделок в течение 4 или 5 лет. Детали и рисунки на изделиях Билли и Чарли были довольно грубыми, даты, проставленные умельцами, обозначали, что они соответствуют периоду от XI до XVI веков. Бедняки ставили даты арабскими цифрами, не ведая о том, что европейцам они не были известны вплоть до XV века. Все эти вопиющие ошибки были видны невооружённым глазом, но не вызвали подозрений, так как были слишком явными.
Чарльз Роуч Смит (Charles Roach Smith), ведущий специалист по антиквариату и соучредитель Археологической Британской ассоциации, исследуя поделки Билли и Чарли, сделал вывод, что грубая обработка объектов свидетельствует об их подлинности, так как любой фальсификатор XIX века проделал бы подобную работу гораздо лучше. Он также заявил, что данные медальоны, вероятно, являются религиозными жетонами времён царствования Марии I, королевы Англии, и были привезены из континентальной Европы в качестве замены благочестивых культовых предметов, уничтоженных во время Реформации.
В конце концов непрерывный поток и большой объём предметов старины вызвал подозрения в кругах археологов, и в 1858 году секретарь Генри Сайер (Henry Syer Cuming) в лекции, прочитанной в отделении археологии British Science Association, публично впервые назвал эти предметы «грубой попыткой обмана», поскольку, по его мнению, они были сделаны кустарным способом. Лекция Сайера была опубликована в «Журнале джентльмена» и британском издании «Атенеум». Джордж Иствуд, торговец антиквариатом, продававший поделки Билли и Чарли, подал в суд на журнал, но поскольку в статье не было напечатано его имя, суд, состоявшийся в Гилфорде 4 августа 1858 года, счёл издание невиновным.
Хотя дело о клевете было проиграно, второй вопрос, который рассматривали судьи, состоял в том, чтобы установить: являлись ли они настоящими, или это всё-таки подделка. Вопрос не был решён и также остался без доказательств: Билли и Чарли появлялись в суде и поклялись, что вещи были подлинными и что они нашли их в доках на берегах Темзы, подкрепив историю рассказом о подкупе охранников.
Преподобный Томас Хьюго, викарий и сотрудник Общества антикваров, на суде поддержал Чарльза Роуча Смита, заявив, что все элементы датируются XV или XVI веком, хотя не смог обосновать свою точку зрения. Художник и антиквар Фредерик Уильям Фэрхолт также дал показания, что считает изделия подлинными.
Чарльз Рид, британский политик и антиквар, после суда начал собственное расследование и навел справки на строительной площадке Шедуэллского дока, где, по утверждению Билли и Чарли, они нашли предметы. Он не мог найти свидетелей, которые бы присутствовали или видели, что кто-то находил ценные предметы старины, но нашёл человека (сторожа), подтвердившего, что Билли и Чарли продавали подделки. Рид заплатил ему за то, чтобы он украл формы фальсификаторов из мастерской, а затем представил их в качестве доказательства на заседании лондонского Общества антикваров.

## Судьба мошенников
После того, как деятельность мошенников была раскрыта, они попытались продолжить обман. В 1867 году в районе Виндзора пара была замечена священником, который предупредил полицию. Билли и Чарли доставили в суд, но оснований для судебного преследования было недостаточно, и они вновь оказались на улицах Лондона. К 1869 году Билли и Чарли столкнулись с такими трудностями при продаже своих подделок, что Генри Сайер Куминг покупал их за 2 пенни. Чарли Итон умер 4 января 1870 года в возрасте 35 лет. Нет никаких доказательств, что он умер богатым человеком. В том же году Билли Смит попытался продать значок с изображением Агнца Божьего.

## Современность
Документальных сведений о количестве продукции, произведённой Билли и Чарли, нет, но из доказательств, представленных суду в Гилфорде в 1858 году, можно предположить, что они делали от 1000 до 2000 объектов в год, производя по четыре-пять поделок в день. С начала их деятельности вплоть до 1861 года, даже если бы они сократили производство после суда, на рынке могли появиться от 5000 до 10 000 изделий.
В современном мире их фальшивки приобрели известность благодаря скандальной истории. Теперь они известны как подделки Билли и Чарли и стали относительно ценными экспонатами. Искусствоведы рассматривают их в первую очередь как народное искусство, поскольку изделия были созданы людьми, не получившими не только специального образования, но даже не обучавшимися грамоте. Поэтому шедвеллские подделки, созданные Уильямом Смитом и Чарльзом Итоном в середине XIX века в Лондоне, известны теперь как фальшивки и находятся в коллекциях аукционных домов и музеях Лондона.
Коллекции артефактов Итона и Смита находятся в музеях и аукционных домах Великобритании, продаются на eBay.